# ATP Challenger Buxoro
Das ATP Challenger Buxoro (offizieller Name: Bukhara Challenger) war ein von 2000 bis 2008 jährlich stattfindendes Tennisturnier in Buxoro. Es war Teil der ATP Challenger Tour und wurde im Freien auf Hartplatz ausgetragen. Denis Istomin gelangen mit drei Siegen im Einzel die meisten Titel des Turniers.

## Bisherige Sieger

### Einzel
| Jahr | Sieger              | Finalgegner          | Ergebnis              |
| ---- | ------------------- | -------------------- | --------------------- |
| 2008 | Denis Istomin (3)   | Illja Martschenko    | 4:6, 6:2, 6:4         |
| 2007 | Denis Istomin (2)   | Amir Weintraub       | 3:6, 6:1, 6:4         |
| 2006 | Janko Tipsarević    | Rohan Bopanna        | 6:2, 6:4              |
| 2005 | Denis Istomin (1)   | Ilija Bozoljac       | 6:4, 6:72, 6:5 aufgg. |
| 2004 | Michal Mertiňák     | Teimuras Gabaschwili | 3:6, 6:4, 6:3         |
| 2003 | Marc-Kevin Goellner | Marcos Baghdatis     | 7:5, 6:72, 7:64       |
| 2002 | John van Lottum (2) | Vasilis Mazarakis    | 7:65, 6:1             |
| 2001 | John van Lottum (1) | Oleg Ogorodov        | 6:1, 6:1              |
| 2000 | Noam Behr           | Aljaksandr Schwez    | 4:6, 7:63, 6:0        |

### Doppel
| Jahr | Sieger                                 | Finalgegner                        | Ergebnis         |
| ---- | -------------------------------------- | ---------------------------------- | ---------------- |
| 2008 | Michail Jelgin Pawel Tschechow         | Łukasz Kubot Oliver Marach         | 7:62, 6:1        |
| 2007 | Jewgeni Kirillow Alexander Kudrjawzew  | Daniil Arsenow Vaja Uzoqov         | 6:3, 6:1         |
| 2006 | Nicolas Renavand Nicolas Tourte        | Rohan Bopanna Aisam-ul-Haq Qureshi | 2:6, 6:3, [10:8] |
| 2005 | Alexei Kedrjuk (2) Orest Tereschtschuk | Rohan Bopanna Im Kyu-tae           | 5:7, 6:4, 6:1    |
| 2004 | Michal Mertiňák Pavel Šnobel           | Paul Logtens Melle van Gemerden    | 6:4, 6:2         |
| 2003 | Alexei Kedrjuk (1) Vadim Kutsenko (2)  | Mirko Pehar Jean-Julien Rojer      | 6:4, 7:64        |
| 2002 | Yves Allegro Marco Chiudinelli         | Janko Tipsarević Jan Weinzierl     | 6:3, 6:4         |
| 2001 | Aisam-ul-Haq Qureshi Rogier Wassen     | Alexei Kedrjuk Aljaksandr Schwez   | 6:2, 6:4         |
| 2000 | Vadim Kutsenko (1) Oleg Ogorodov       | Noam Behr Aisam-ul-Haq Qureshi     | 6:4, 7:65        |